# Ministerstvo pro sjednocení zákonů a organisace správy Československa
Ministerstvo pro sjednocení zákonů a organisace správy neboli Ministerstvo pro sjednocení zákonodárství a organisace správní v Československé republice bylo zřízeno zákonem č. 431/1919 Sb. dne 30. července 1919; sídlilo v Praze. Vzhledem ke svému účelu bylo nazýváno i ministerstvo unifikací.
Mělo být dočasné a jeho činnost měla skončit dosažením jeho účelu, jímž bylo sjednocení zákonů a správy na celém území Československé republiky. Náplní činnosti ministerstva bylo vypracovávat a podávat návrhy zákonů a nařízení, kterými měly být sjednoceny dosud nesjednocené právní normy, převzaté z rakouského, uherského či německého právního řádu. Jeho poslání vyplynulo ze specifické situace, kdy nově vzniklý stát v roce 1918 převzal recepčním zákonem značně odlišné právní řády.
Ministerstvo bylo zrušeno ke dni 11. prosince 1938.
V poválečném období byla funkce krátce zřízena v první vládě Klementa Gottwalda. Existovala i v následných dvou vládách, dokud nebyla opětovně zrušena 6. prosince 1950.